# Минченков, Игорь Леонидович
Игорь Леонидович Минченков (род. 13 декабря 1984, Сосновый Бор, Ленинградская область) — российский биатлонист, призёр чемпионата России, двукратный чемпион Европы среди юниоров, призёр чемпионата мира среди юниоров. Мастер спорта России.

## Биография
Воспитанник ДЮСШ г. Сосновый Бор, тренеры — Дмитрий Альбертович Кучеров, Юрий Васильевич Парфенов. На взрослом уровне выступал за Санкт-Петербург, городскую ШВСМ и команду Вооружённых сил. Некоторое время параллельным зачётом выступал за Республику Мордовия, в этот период тренировался у М. В. Ткаченко.

### Юниорская карьера
На чемпионате Европы среди юниоров 2005 года в Новосибирске завоевал две золотые медали — в эстафете и индивидуальной гонке. Также был 13-м в спринте и четвёртым — в гонке преследования.
В том же году на юниорском чемпионате мира в Контиолахти стал бронзовым призёром в индивидуальной гонке, был 15-м в спринте, восьмым — в гонке преследования и четвёртым — в эстафете.
Становился призёром всероссийских отборочных соревнований в младших возрастах.

### Взрослая карьера
В 2010 году стал серебряным призёром чемпионата России в суперспринте и бронзовым — в смешанной эстафете в составе сборной Санкт-Петербурга.
Завершил спортивную карьеру в начале 2010-х годов.
Окончил Великолукскую государственную академию физической культуры и спорта.